# Stefan Białas
Stefan Białas (Siemianowice Śląskie, Polonia, 8 de diciembre de 1948) es un exfutbolista y entrenador polaco.

## Biografía
Jugó en el Ruch Chorzów, Legia de Varsovia y Śląsk Wrocław antes de trasladarse a Francia, trasladándose al FC Gueugnon, Besançon RC, Paris FC, Nœux-les-Mines,
AFC Compiègne y Creil. Como entrenador, ejerció de director técnico en el Compiègne, Creil, Beauvais, Club Olympique des Transports y Stade Tunisien. Tras una breve etapa como entrenador del KS Cracovia y el Jagiellonia Białystok, ejerció como técnico del Legia de Varsovia a partir del 10 de marzo de 2010 hasta su destitución por Maciej Skorża el 1 de julio del mismo año.